# 9 mm argumentů
9 mm argumentů je páté sólové album českého hudebníka Daniela Landy. Album bylo vydáno v roce 2002 vydavatelstvím EMI. Za toto album získal Zlatou, Platinovou a Dvojplatinovou desku a prodalo se přes 60 000 kusů nosičů.

## Seznam skladeb
| Pořadí | Název             | Délka |
| ------ | ----------------- | ----- |
| 1.     | Quantum Tarantulí | 3:54  |
| 2.     | Kdyby             | 3:03  |
| 3.     | Obsidian          | 4:23  |
| 4.     | Sen               | 3:25  |
| 5.     | Tajemství         | 3:47  |
| 6.     | Stvůry            | 4:53  |
| 7.     | Jméno ve skále    | 4:03  |
| 8.     | Láska (prase)     | 1:30  |
| 9.     | Vltava            | 3:25  |
| 10.    | Šance             | 4:58  |

K těmto skladbám byly natočeny i videoklipy: Quantum Tarantulí, Tajemství, Vltava

## Hudební aranžmá
Autorem hudby i textů všech skladeb na albu je Daniel Landa.
1. Quantum Tarantulí
2. Kdyby
3. Obsidián
4. Sen
5. Tajemství
6. Stvůry
7. Jméno ve skále
8. Láska (Prase)
9. Vltava
10. Šance